# سعید جان‌بزرگی
 سعید جان بزرگی (۱۲ اسفند ۱۳۴۴ – ۲۲ تیر ۱۳۸۱) عکاس ایرانی بود. عکس‌های سعید جان بزرگی از حلبچه، یکی از تلخ‌ترین تصویرهای جنایات جنگی است. جان‌بزرگی از لحظات اولیه بمباران شیمیایی حلبچه عکس‌های بدیعی گرفت و خودش هم شیمیایی شد.

## زندگی‌نامه
سعید جان بزرگی در روز دوازدهم اسفند ۱۳۴۴ در شهر ری متولد شد.
در آستانه ۱۵ سالگی بود که وارد جبهه شد. در سال ۱۳۶۲ به عضویت سپاه پاسداران درآمد و در واحد تبلیغات جنگ مشغول به خدمت شد.
جان بزرگی در سال ۱۳۶۲ در عملیات بدر بر اثر استنشاق گازهای شیمیایی مجروح شد و چندماه بعد که بهبودی نسبی یافته بود، به جبهه بازگشت.
در عملیات کربلای ۵ گلوله‌ای از کنار سرش عبور کرد و او به‌طور معجزه آسایی زنده ماند.
سعید جان بزرگی در عملیات والفجر ۱۰ در منطقه حلبچه شرکت نمود و در روز سوم فروردین ماه در حالی که در زیر بمباران شیمیایی در شهر مشغول عکسبرداری از وقایع و فجایع رخ داده بود، خود نیز تحت تأثیر همان گازهای شیمیایی قرار گرفت.
عکس‌های سعید جان بزرگی از حلبچه، یکی از تلخ‌ترین تصویرهای جنایات جنگی است. جان‌بزرگی از لحظات اولیه بمباران شیمیایی حلبچه عکس‌های بدیعی گرفت و خودش هم شیمیایی شد.
جان‌بزرگی تلاش‌های مؤثری در تأسیس انجمن عکاسان انقلاب و دفاع مقدس داشت و در نمایشگاه‌های مختلفی شرکت کرد که مهم‌ترین آنها نمایشگاه گروهی «انسان از نگاه چهار» در خانهٔ عکاسان ایران، نمایشگاه «نگاه ایرانی» در تهران و پاریس و همچنین انتشار کتاب‌های حلبچه، جلد ششم جنگ تحمیلی، حماسه‌های مقاومت و نگاه ایرانی است.
بعد از پایان جنگ، تحصیلات خود را ادامه داد و در سال ۱۳۷۵ ضمن کسب عنوان دانشجوی نمونه سال، در رشته عکاسی فارغ‌التحصیل شد.
سعید جان‌بزرگی دانشجوی رشته هنر در سال تحصیلی ۷۹–۷۸، برای دریافت درجه کارشناسی ارشد در رشته عکاسی، پایان‌نامه‌ای با موضوع «عکاسی جنگ» نوشته و آن را به شهدای عکاس جنگ تحمیلی تقدیم کرده‌است.
سرانجام بعد از چهار مرتبه عمل جراحی در روز بیست و دوم تیرماه سال ۱۳۸۱ در حالی که معاونت فرهنگی لشکر ۲۷ محمد رسول‌الله را بر عهده داشت در بیمارستان مصطفی خمینی، درگذشت.